# ВВС 54-й армии
Военно-воздушные силы 54-й армии (ВВС 54-й армии) — оперативное авиационное соединение времен Великой Отечественной войны.

## История наименований
- ВВС 54-й армии;

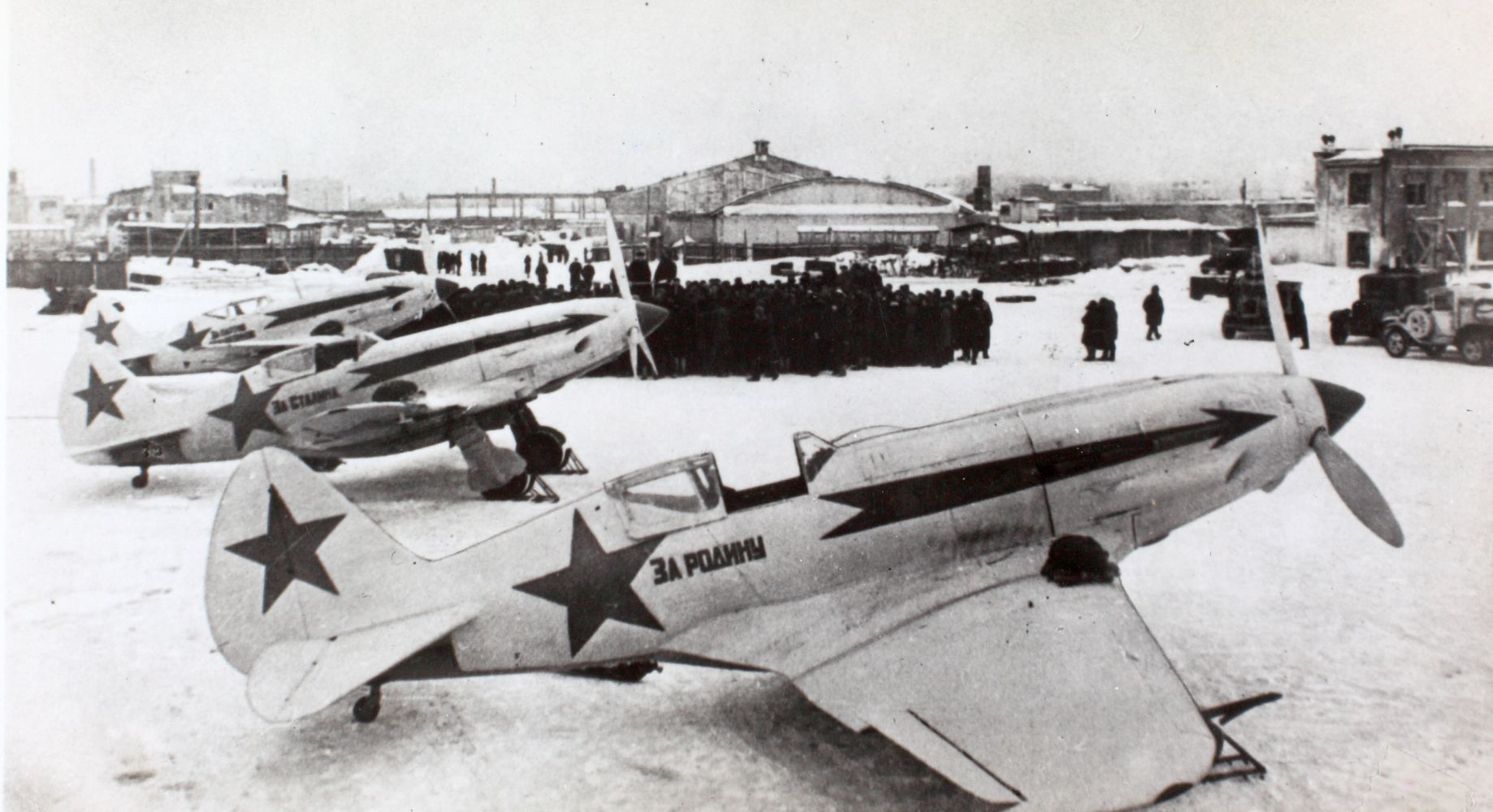
Самолёт МиГ-3 в зимнем камуфляже. На таких МиГ-3 воевал в небе Ленинграда 283-й авиаполк.

- 279-я истребительная авиационная дивизия[1];
- 279-я истребительная авиационная Краснознамённая дивизия;
- Войсковая часть (Полевая почта) 49733.

## История и боевой путь
ВВС 54-й армии начали формирование в июле 1941 года в Московском военном округе. После завершения формирования армия перебазирован на северо-западное направление и заняла позиции на правом берегу реки Волхов. Состав ВВС армии насчитывал две авиадивизии и 3-ю резервную авиагруппу.
С 26 сентября 1941 года армия вошла в состав Ленинградского фронта и вела наступательные бои с целью прорыва блокады Ленинграда в районе Колпино. С 16 октября по 18 ноября участвовала в Тихвинских оборонительной и с 10 ноября по 30 декабря в наступательной операциях. В 1942 году армия вела боевые действия на волховском направлении в составе Ленинградского, с 9 июня — Волховского фронтов. С 7 января по 30 апреля принимала участие в Любанской операции.

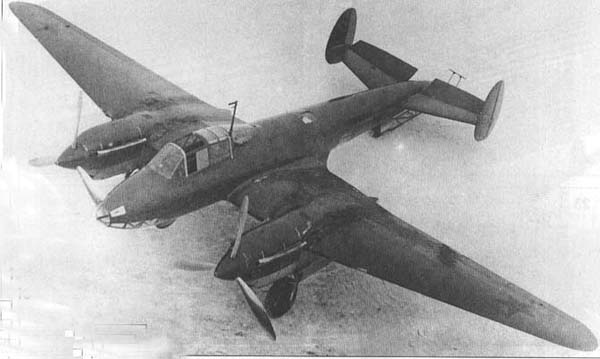
Самолёт Пе-2 стоял на вооружении бомбардировочных полков ВВС армии.

В связи с переходом ВВС РККА на армейскую систему управления на базе Управления ВВС 54-й армии 10 августа 1942 года Приказом НКО СССР № 00151 от 27 июля 1942 года в составе ВВС Волховского фронта сформирована 279-я истребительная авиационная дивизия. Дивизия сформирована в составе штаба, 283-го и 845-го истребительных авиационных полков, 119-й отдельной роты связи. Основанием стали Приказ Командующего Волховским фронтом № 00105 от 31.07.1942 г., Приказа Командующего ВВС Волховским фронтом № 00307 от 04.08.1942 г., Приказа командира 279-й истребительной авиационной дивизии № 01 от 10.08.1942 г.
Базирование частей дивизии на момент формирования:
- штаб и 119-я отдельная рота связи — дер. Капустино[3];
- 283-й истребительный авиационный полк — аэр. Гремячево[3];
- 845-й истребительный авиационный полк — аэр. Будогощь[3];
- звено связи управления дивизии — аэр. Гремячево[3].

В первый день своего существования дивизия сразу вступила в боевые действия, выполнив перехват вражеских самолётов в районе Кириши составом 283-го иап (5 самолёто-вылетов) и 845-го иап (4 самолёто-вылета).
В составе действующей армии во время Великой Отечественной войны ВВС армии находились с 5 сентября 1941 года по 10 августа 1942 года.

## Командующие
- полковник Кретов Николай Прокофьевич[2], с 07.1941 по 21.12.1941 г.
- полковник Дементьев Фёдор Никитич[2], с 21.12.1941 г. по 31.07.1942 г.

## В составе объединений
| Дата          | Фронт (округ)                   |
| ------------- | ------------------------------- |
| 28.07.1941 г. | ВВС Московского военного округа |
| 31.08.1941 г. | Резерв ставки ВГК               |
| 26.09.1941 г. | ВВС Ленинградского фронта       |
| 09.06.1942 г. | ВВС Волховского фронта          |

## Участие в операциях и битвах
- Битва за Ленинград:
  - Синявинская наступательная операция — с 10 по 26 сентября 1941 года.
  - Синявинская наступательная операция — с 20 по 28 октября 1941 года.
  - Тихвинская оборонительная операция — с 16 октября по 18 ноября 1941 года.
  - Тихвинская стратегическая наступательная операция — с 10 ноября по 30 декабря 1941 года.
  - Любанская наступательная операция — с 7 января 1942 года по 30 апреля 1942 года.

## Боевой состав

### Боевой состав на 1941 год
| - 3-я резервная авиационная группа; - 283-й истребительный авиационный полк; - 160-й истребительный авиационный полк; - 185-й истребительный авиационный полк; - 240-й истребительный авиационный полк; - 225-й ближнебомбардировочный авиационный полк; - 275-й бомбардировочный авиационный полк; - 452-й бомбардировочный авиационный полк; - 218-й штурмовой авиационный полк; |

| - 3-я резервная авиационная группа; - 283-й истребительный авиационный полк; - 160-й истребительный авиационный полк; - 185-й истребительный авиационный полк; - 240-й истребительный авиационный полк; - 225-й ближнебомбардировочный авиационный полк; - 275-й бомбардировочный авиационный полк; - 452-й бомбардировочный авиационный полк; - 218-й штурмовой авиационный полк; |

| - - 523-й истребительный авиационный полк; - 563-й истребительный авиационный полк; |

### Боевой состав на 1942 год
| - - 563-й истребительный авиационный полк; - 18-й ближнебомбардировочный авиационный полк; - 46-й ближнебомбардировочный авиационный полк; - 116-я разведывательная авиационная эскадрилья. |

| - - 18-й ближнебомбардировочный авиационный полк; - 691-й ночной бомбардировочный авиационный полк. |

| - - 18-й ближнебомбардировочный авиационный полк; - 691-й ночной бомбардировочный авиационный полк; - 127-й истребительный авиационный полк. |

| - - 18-й ближнебомбардировочный авиационный полк; - 691-й ночной бомбардировочный авиационный полк; - 127-й истребительный авиационный полк; - 27-я корректировочная разведывательная авиационная эскадрилья. |

| - - 18-й ближнебомбардировочный авиационный полк; - 691-й ночной бомбардировочный авиационный полк; - 127-й истребительный авиационный полк. |

| - - 18-й ближнебомбардировочный авиационный полк; - 691-й ночной бомбардировочный авиационный полк; - 127-й истребительный авиационный полк. |

| - - 18-й ближнебомбардировочный авиационный полк; - 691-й ночной бомбардировочный авиационный полк. |

| - - 18-й ближнебомбардировочный авиационный полк; - 691-й ночной бомбардировочный авиационный полк. |